# Geneva-on-the-Lake
Geneva-on-the-Lake es una villa ubicada en el condado de Ashtabula en el estado estadounidense de Ohio. En el Censo de 2010 tenía una población de 1288 habitantes y una densidad poblacional de 218,31 personas por km².

## Geografía
Geneva-on-the-Lake se encuentra ubicada en las coordenadas 41°51′19″N 80°57′5″O / 41.85528, -80.95139. Según la Oficina del Censo de los Estados Unidos, Geneva-on-the-Lake tiene una superficie total de 5.9 km², de la cual 5.85 km² corresponden a tierra firme y (0.92%) 0.05 km² es agua.

## Demografía
Según el censo de 2010, había 1288 personas residiendo en Geneva-on-the-Lake. La densidad de población era de 218,31 hab./km². De los 1288 habitantes, Geneva-on-the-Lake estaba compuesto por el 95.89% blancos, el 0.23% eran afroamericanos, el 0.23% eran amerindios, el 0.23% eran asiáticos, el 0.23% eran isleños del Pacífico, el 0.78% eran de otras razas y el 2.41% pertenecían a dos o más razas. Del total de la población el 3.18% eran hispanos o latinos de cualquier raza.